# Фібоначчі
Леона́рдо Піза́нський (італ. Leonardo Pisano, близько 1170 — близько 1250), відоміший як Фібоначчі (Fibonacci) — італійський математик 13 століття, автор математичних трактатів, завдяки яким Європа довідалася про вигадану індійцями позиційну систему числення, відому зараз як арабські цифри. Леонардо розглянув також ідею так званих чисел Фібоначчі і вважається одним з найвидатніших західних математиків Середньовіччя.
Леонардо Пізанський найбільше відомий під прізвиськом Фібоначчі (Fibonacci); про походження цього псевдоніму є різні версії. За однією з них, його батько Гільєрмо мав прізвисько Боначчі («Добромисний»), а сам Леонардо прозивався filius Bonacci («син добромисного»). За іншою, Fibonacci походить від фрази Figlio Buono Nato Ci, що в перекладі з італійської означає «хороший син народився». Леонардо Пізанський ніколи не називав себе «Фібоначчі». Перша відома нам згадка про «Леонардо Фібоначчі» (Lionardo Fibonacci) міститься в записах нотаріуса Священної Римської імперії Перізоло (Perizolo da Pisa, Notaro Imperiale) за 1506 рік.

## Освіта
Життя і наукова кар'єра Леонардо тісно пов'язана з розвитком європейської науки і культури. Дата його народження невідома — називаються варіанти 1170 і 1180 років.
Батько Фібоначчі у торгових справах часто бував у Алжирі, і Леонардо вивчав там математику у арабських учителів. Пізніше відвідав Єгипет, Сирію, Візантію, Сицилію. Леонардо вивчав праці математиків країн ісламу (таких як аль-Хорезмі і Абу Каміл); завдяки арабським перекладам він ознайомився також з досягненнями античних та індійських математиків. На основі засвоєних ним знань Фібоначчі написав ряд математичних трактатів, що являють собою видатне явище середньовічної західноєвропейської науки.
У часи Фібоначчі імператором Священної Римської імперії був Фрідріх II. Вихований у традиціях південної Італії Фрідріх ІІ був внутрішньо глибоко далекий від європейського християнського лицарства. Тому ціновані його дідом лицарські турніри Фрідріх ІІ зовсім не визнавав. Замість цього він культивував менш криваві математичні змагання, на яких супротивники обмінювалися не ударами, а задачами.
На одному з таких турнірів проявився талант Леонардо Фібоначчі. Цьому сприяла чудова освіта, яку отримав син купця Боначчі на Сході у арабських учителів.
Заступництво Фрідріха сприяло також випуску наукових трактатів Фібоначчі: «Книга абака», «Практика геометрії», «Книга квадратів».
За цими книгами, які перевершували за своїм рівнем арабські і середньовічні європейські твори, вивчали математику ледь не до часів Декарта (XVII століття).
У XIX столітті в Пізі був поставлений пам'ятник вченому.

## Наукова діяльність

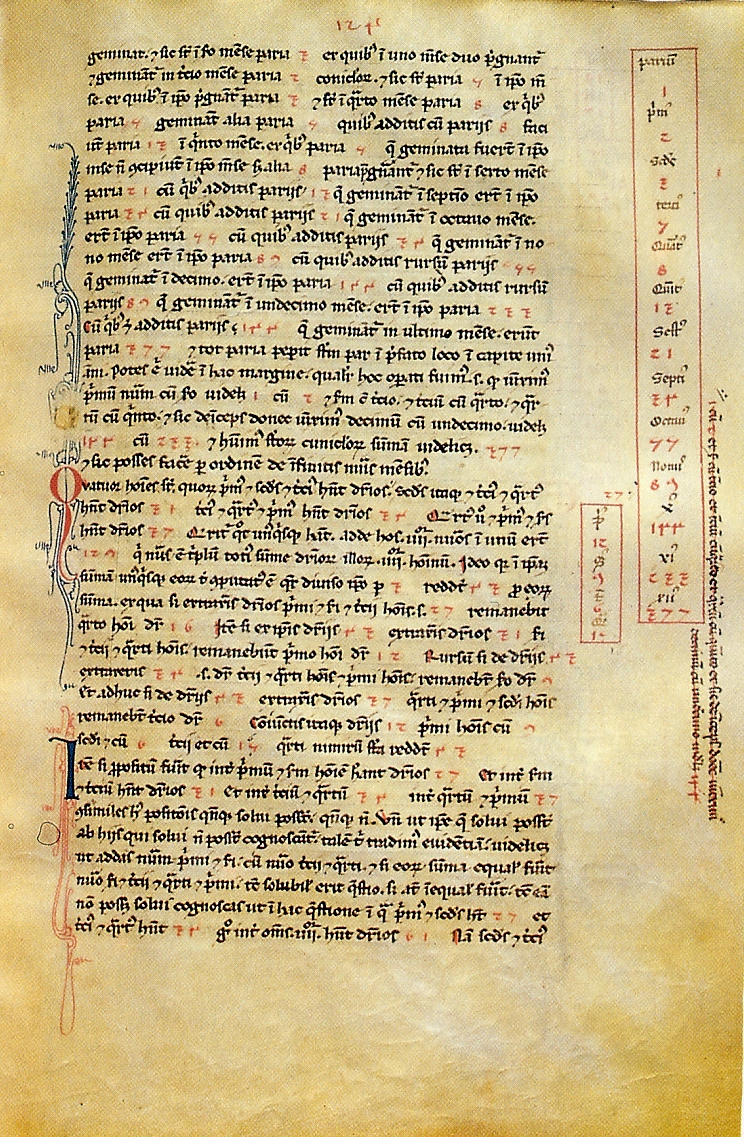
Сторінка з Liber abaci

Значну частину засвоєних ним знань він виклав у своїй видатній «Книзі абака» (Liber abaci, 1202 ; до наших днів зберігся тільки доповнений рукопис 1228 року). Ця книга містить майже всі арифметичні й алгебраїчні відомості того часу, викладені з винятковою повнотою і глибиною. Вона відіграла значну роль у розвитку математики в Західній Європі протягом кількох наступних століть. Саме за цією книгою європейці знайомилися з арабськими цифрами. Перші п'ять розділів книги присвячено арифметиці цілих чисел на основі десяткової системи числення. У VI і VII главі Леонардо викладає дії зі звичайними дробами. У VIII—X книгах викладені прийоми розв'язання задач комерційної арифметики з використанням пропорцій. У XI главі розглянуті задачі на змішування. У XII главі наводяться задачі на підсумовування рядів — арифметичної і геометричної прогресій, ряду квадратів і, вперше в історії математики, поворотного ряду, що у найпростішому випадку приводить до послідовності так званих чисел Фібоначчі. У XIII главі викладається правило двох помилкових положень і ряд інших задач, що зводяться до лінійних рівнянь. У XIV главі Леонардо на числових прикладах роз'яснює способи наближеного добування квадратного і кубічного коренів. Нарешті, в XV главі зібраний ряд завдань на застосування теореми Піфагора і велика кількість прикладів на квадратні рівняння.
«Практика геометрії» (Practica geometriae, 1220) містить різноманітні теореми, пов'язані з вимірювальним методом. Поряд з класичними результатами Фібоначчі наводить свої власні — наприклад, перше доведення того, що три медіани трикутника перетинаються в одній точці (Архімеду цей факт був відомий, але якщо його доведення й існувало, то до нас воно не дійшло).
У трактаті «Квітка» (Flos, 1225) Фібоначчі досліджував задачу, яка в сучасних позначеннях зводиться до знаходження коренів кубічного рівняння
{\displaystyle x^{3}+2x^{2}+10x=20},
запропоновану йому Іоанном Палермським на математичному змаганні при дворі імператора Фрідріха II. Сам Іоанн Палермський майже напевно запозичив це рівняння з трактату Омара Хаяма «Про докази задач алгебри», де воно наводиться як приклад одного з видів у класифікації кубічних рівнянь. Леонардо Пізанський досліджував це рівняння, показавши, що його корінь не може бути раціональним або ж мати вигляд однієї з квадратичних ірраціональностей, що зустрічаються в X книзі Начал Евкліда, а потім знайшов наближене значення кореня в шістдесяткових дробах, не вказуючи, проте, способу свого розв'язку.
«Книга квадратів» (Liber quadratorum, 1225), містить ряд задач на знаходження розв'язку невизначених квадратних рівнянь. В одному із завдань, також запропонованому Іоанном Палермським, потрібно було знайти раціональне квадратне число, яке, бувши збільшеним або зменшеним на 5, знову дає раціональні квадратні числа.

## Числа Фібоначчі
У «Книзі абака» Фібоначчі описав послідовність, названу його іменем — послідовність Фібоначчі. Ця послідовність була відома ще в Стародавній Індії, задовго до Фібоначчі. Свою нинішню назву числа Фібоначчі отримали завдяки дослідженню властивостей цих чисел. Послідовність Фібоначчі визначається як ряд чисел, в якому кожне наступне число дорівнює сумі двох попередніх:
1, 1, 2, 3, 5, 8, 13, 21, 34, 55, 89, 144, 233, 377, 610, 987, 1597, 2584, 4181, 6765, 10946, 17711, 28657, 46368, 75025, 121393, 196418, 317811, 514229, 832040, …
Відношення двох сусідніх чисел у послідовності Фібоначі прямує до золотого перетину, числа, відомого ще в античності.
У викладі Фібоначчі ця задача формулювалася як задача про число кроликів, які народжуються і виростають за алгоритмом: кожен маленький кролик на наступному кроці виростає у великого кроля, а кожен великий кріль народжує маленького. Як наслідок виникає послідовність:
к: K
Кк: КкК: КкККк: КкККкКкК
і так далі. Загальна кількість кроликів і складає послідовність Фібоначчі.

## Задачі Фібоначчі
Залишаючись прихильником математичних турнірів, основну роль у своїх книгах Фібоначчі віддає задачам, їх розв'язкам і коментарям. Задачі на турніри складали як сам Фібоначчі, так і його суперник, придворний філософ Фрідріха II Йоган Палермський Задачі Фібоначчі, або їх аналоги, надалі використовувались у різних підручниках з математики протягом декількох століть. Їх можна зустріти в «Сума арифметики, геометрії, дробів, пропорцій і пропорційності» Л. Пачіолі (1494), в «Приємних і цікавих задачах» Клода Гаспара Баше де Мезір'яка (1612), в «Арифметиці» Леонтія Магніцького (1703), в «Алгебрі» Л.Ейлера (1768). Приклади задач наведено нижче.

### Задачі про гирі
Завдання про вибір найкращої системи гир для зважування на важільних терезах вперше була сформульована саме Фібоначчі. Леонардо Пізанський пропонує два варіанти завдання:
- Простий варіант: потрібно знайти п'ять гир, за допомогою яких можна знайти вагу меншу ніж 30, при цьому гирі можна класти лише на одну чашу терезів (Відповідь: 1, 2, 4, 8, 16). Розв'язок будується в двійковій системі числення[11].
- Складний варіант: потрібно знайти найменше число гир, за допомогою якого можна зважити вагу меншу від заданої (Відповідь: 1, 3, 9, 27, 81,…). Розв'язок будується в системі числення з основою три[11], і в загальному випадку є послідовність A009244 з Онлайн енциклопедії послідовностей цілих чисел, OEIS.

### Задача про птахів і вежі
Дві пташки одночасно злітають з вершин двох веж, що знаходяться на відстані 50 метрів. Висота однієї вежі становить 30 метрів, а другої 40 метрів. При польоті з однаковою швидкістю пташки долітають одночасно до фонтану, що розташований на лінії, проведеній через дві вежі (на рівні поверхні ґрунту). На якій відстані від основи веж знаходиться фонтан?

### Задача про купця з Пізи
Пізанський купець під час торговельної подорожі до Венеції подвоїв там свій стартовий капітал, а за тим витратив 12 динарів. Потім подався до Флоренції, де знову подвоїв число своїх динарів і витратив 12. Після повернення до Пізи черговий раз подвоїв свій статок, витратив 12 динарів і … залишився без копійки. Скільки динарів він мав на початку?

### Задача про трьох чоловіків і знайдений гаманець
Три чоловіки знайшли гаманець із 23 динарами. Перший каже другому: «Якщо я додам ці гроші до своїх, то буду мати суму, що буде удвічі більшою від тієї, що є у тебе». Другий аналогічно звернувся до третього: «Якщо я зараз візьму ці гроші собі, буду мати суму утричі більшу від твоєї». На кінець третій каже до першого: «Якщо я додам ці гроші до своїх, то буду мати суму учетверо більшу, ніж у тебе». Скільки динарів мав кожен з них?

### Загадка пана з Палермо
Три придворних слуги мали свою частку в певній сумі грошей у касі: доля першого становила половину, другого — третину, а третього — шосту частину. Кожен з учасників взяв зі спільної каси гроші не зовсім чесно так, що каса залишилась порожньою. Далі перший з них повернув половину того, що взяв, другий — третину, а третій — шосту частину. Отриману суму було розділено на три однакові частини і роздано кожному з трьох слуг. Виявилось, що кожен з них мав точно стільки, скільки йому належало. Скільки коштів було у касі спочатку, яку суму взяв кожен з учасників?

### Задача про спадщину
Чоловік, що помирав покликав своїх синів і сказав найстаршому: «Візьми одного динара з моїх статків і сьому частину від того, що залишиться». Другому сину каже: «Візьми собі два динари і сьому частину того, що залишиться». До третього: «Візьми три динари і сьому частину того, що залишиться» і так далі — кожному наступному синові записував на один динар більше від попереднього і сьому частину залишку. Після поділу статків виявилось, що всі сини отримали порівну. Скільки було синів і яким був спадок?

### Задачі з теорії чисел
- Знайти число, яке поділяється на 7 і дає в залишку одиницю при діленні на 2, 3, 4, 5 і 6;
- Знайти число, добуток якого на сім дає залишки 1, 2, 3, 4, 5 при діленні на 2, 3, 4, 5, 6, відповідно;
- Знайти квадратне число, яке при збільшенні або зменшенні на 5 давало б квадратне число.

## Праці
- " Книга абака « (Liber abaci), написана в 1202 році, але дійшла до нас у своєму другому варіанті, що сягає 1228 р.
- „Практика геометрії“ (Practica geometriae) (1220)
- „Книга квадратів“ (Liber quadratorum) (1225)
- „Квітка“ (Flos, 1225)

## Статуя Леонардо

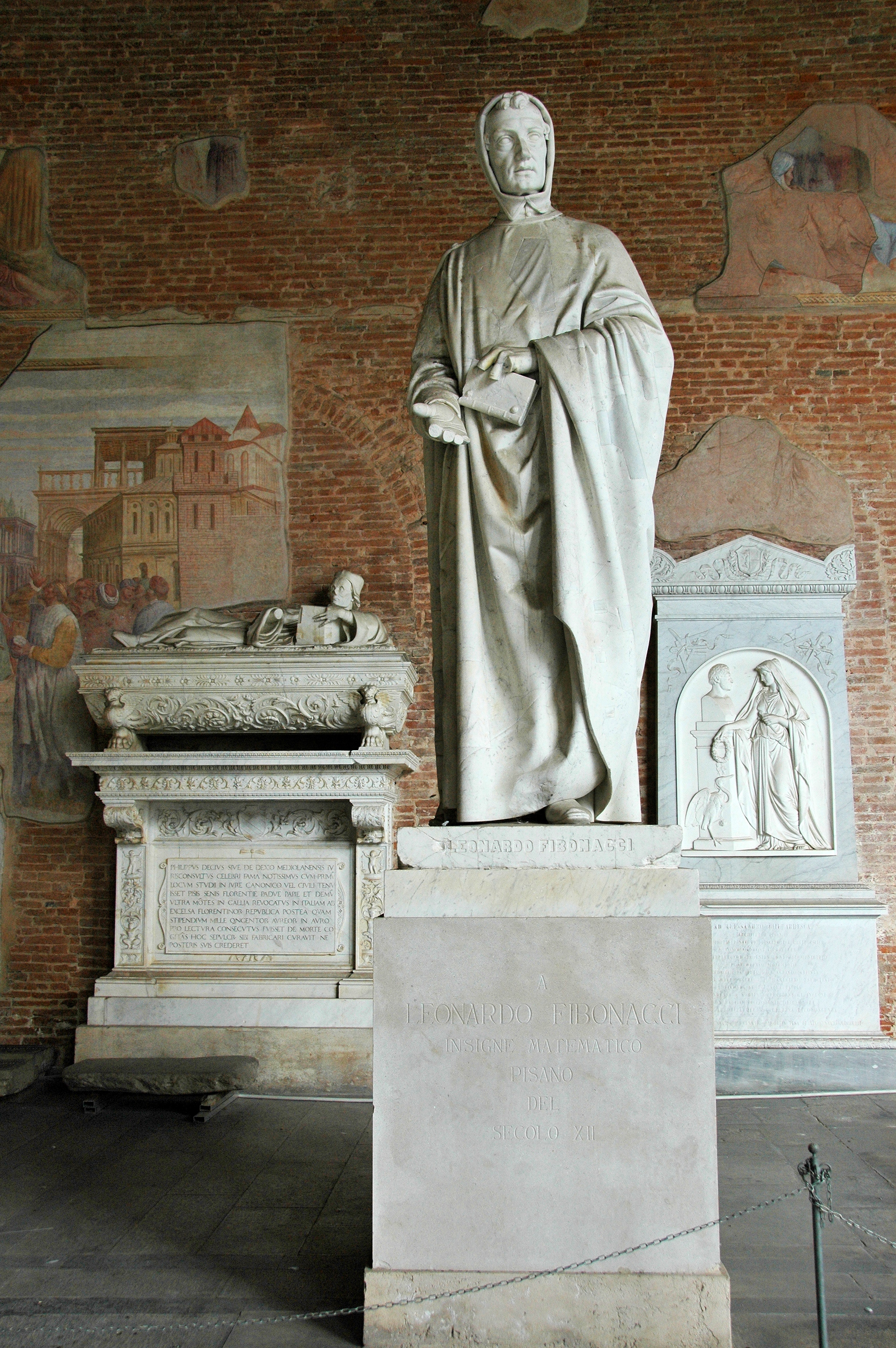
Пам'ятник Леонардо з Пізи (Фібоначчі), зроблений Джованні Пагануччі у 1863 році, на кладовищі Пізи

У Пізі, в монастирі історичного кладовища, є статуя Леонардо, з написом: Ampere Leonardo Fibonacci Insigne Matematico Pisano del Secolo XII. Зображення є продуктом художньої уяви, оскільки ні портрету Леонардо, ні детального опису його зовнішності, зробленого його сучасниками, не збереглося. Статуя була встановлена з ініціативи двох членів тимчасового уряду колишнього великого герцогства Тоскана, Козімо Рідолфі та Беттіно Рікасолі, які домоглися утвердження указу про фінансування статуї 23 вересня 1859. Роботу над статуєю доручили флорентійському скульптору Джованні Пагануччі, і він закінчив завдання у 1863 році. Статуя була поміщена в Пізі на Кампо-Санто, де знаходиться могила Леонардо.
У 1926 році, коли при владі в Італії перебували фашисти, влада вирішила перенести пам'ятник Леонардо та дві статуї інших відомих громадян міста Пізи з безлюдних місць на кладовищі й поставити в громадських місцях, де їх було б добре видно. Статуя Леонардо була поміщена в південній частині Понте ді Меццо. Під час Другої світової війни, у 1944 році, місто було зруйноване у битві за Пізу, а статуя потрапила на склад. У 1950 вона була знову відновлена і тимчасово розміщена у парку Джардіно Скотто біля східного входу до старого міста. Тільки в 1990-х адміністрація Пізи ухвалила рішення відновити статую і помістити її назад на своє колишнє місце в Кампо-Санто.

## Пам'ять
Іменем Фібоначчі названо астероїд 6765 Фібоначчі.
Принцип, закладений у процедурі отримання послідовності Фібоначчі, широко використовується в математиці й програмуванні. Дивіться, наприклад, статтю Купа Фібоначчі.
У математиці відома тотожність Брамагупти — Фібоначчі, яку отримав індійський математик Брамагупта, і описав у „Книзі квадратів“ Леонардо Пізанський.
Фібоначчі познайомив Європу із позиційною системою числення, однак існує система числення Фібоначчі, в основі якої лежить послідовність Фібоначчі.

## Видання і переклади праць
- Baldassare Boncompagni, Tre scritti inediti di Leonardo Pisano pubblicati da Baldassare Boncompagni secondo la lezione di un codice della Biblioteca Ambrosiana di Milano, Florenz: Tipografia Galileiana di M. Cellini e C., 1854 (Онлайн на сайті Google Books), 2-ге видання: Opuscoli di Leonardo Pisano pubblicati da Baldassare Boncompagni secondo la lezione di un codice della Biblioteca Ambrosiana di Milano, Seconda edizione, Florenz: Tipografia Galileiana di M. Cellini e C., 1856 (Онлайн на сайті Google Books; Онлайн на сайті Göttinger Digitalisierungszentrum)

- Baldassare Boncompagni, Scritti di Leonardo Pisano matematico del secolo decimoterzo, Roma: Tipografia delle scienze matematiche e fisiche; vol. I: Il liber abbaci pubblicato secondo la lezione del codice Magliabechiano C. I, 2616, Badia Fiorentina, no. 73 (1857); vol. II: Practica Geometriae et Opuscoli (1862) (Онлайн обидва томи на сайті Göttinger Digitalisierungszentrum; Оцифрований текст Том 1 та Том 2. Онлайн на сайті Münchener Digitalisierungszentrum)

- Paul Ver Eecke, Léonard de Pise, Le livre des nombres carrées. Traduit pour la première fois du latin médiéval en français, avec une introduction et des notes. Brügge: Desclée, De Brouwer, 1952 (французький переклад з вступною статею та примітками).

- Gino Arrighi, La pratica di geometria volgarizzata da Cristofano di Gherardo di Dino, cittadino pisano, dal codice 2186 della Biblioteca Riccardiana di Firenze. Pisa: Domus Galilaeana, 1966 (= Testimonianze di storia della scienza, 3)

- Lucia Salomone, È chasi della terza parte del XV capitolo del Liber Abaci nella trascelta a cura di maestro Benedetto: secondo la lezione del codice L.IV.21 (sec. XV) dell Biblioteca Comunale di Siena. Siena: Servizio Editoriale dell'Università, 1984 (= Quaderni del Centro Studi della Matematica Medioevale, 10)

- Laurence E. Sigler, Leonardo Pisano Fibonacci, The book of squares: an annotated translation into modern English, Boston/London: Academic Press, 1987, ISBN 0-12-643130-2 (англійський переклад).

- Jean-Pierre Levet, Léonard de Pise, Des chiffres hindous aux racines cubiques: extraits du Liber abaci, introduction, traduction et brefs commentaires mathématiques et philologiques, Poitiers: IREM, 1997 (= Cahiers d'histoire des mathématiques et d’épistémologie)

- Jean-Pierre Levet, Léonard de Pise, Divisions et portions, perles et animaux, Poitiers: IREM, 1997 (= Cahiers d'histoire des mathématiques et d’épistémologie)

- Laurence E. Sigler, Fibonacci's Liber Abaci. A Translation into Modern English of Leonardo Pisano's Book of Calculation, New York: Springer, 2002, ISBN 0-387-95419-8, Heinz Lüneburg, Рецензія на англійське видання (нім.)

- Barnabas Hughes, Fibonacci's De Practica Geometrie, New York: Springer, 2008, ISBN 978-0-387-72930-5 (англійський переклад з коментарем без латинського оригіналу)